# Siriporn Ampaipong
Siriporn Ampaipong, en thai: ศิริพร อำไพพงษ์ (Roi Et, 6 de març de 1969 -), va ser una cantant i actriu tailandesa.
El seu primer senzill, "Bow Rak See Dam", "Parinya Jai", "Kid Hoad (amb Bodyslam)", "Koad Leaw Bor Taeng", "Nee Mae Ma Pae Rak"

## Discografia

### Àlbum d'estudi
- Parinya Jai (ปริญญาใจ)
- Raeng Jai Rai Wan (แรงใจรายวัน)
- Puea Mae Pae Bo Dai (เพื่อแม่แพ้บ่ได้)
- Phoo Ying Lai Mue (ผู้หญิงหลายมือ)